# Mali medimurski pas
Mali medimurski pas (Medi) är en hundras från Kroatien. Den är en lågbent vallhund med släthårig päls. Rasen är inte erkänd av Fédération Cynologique Internationale (FCI) men är nationellt erkänd av den kroatiska kennelklubben Hrvatski kinološki savez (HKS).

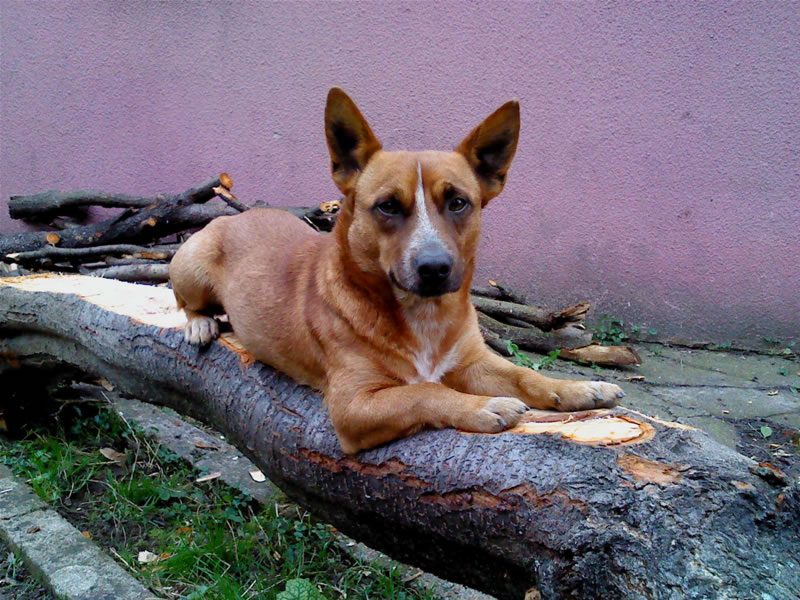